# T2V海星教練機
T2V海星教練機（英語：Seastar，又稱T-1海星）是洛克希德公司研製的教練機，該機主要服役於美國海軍。

## 發展

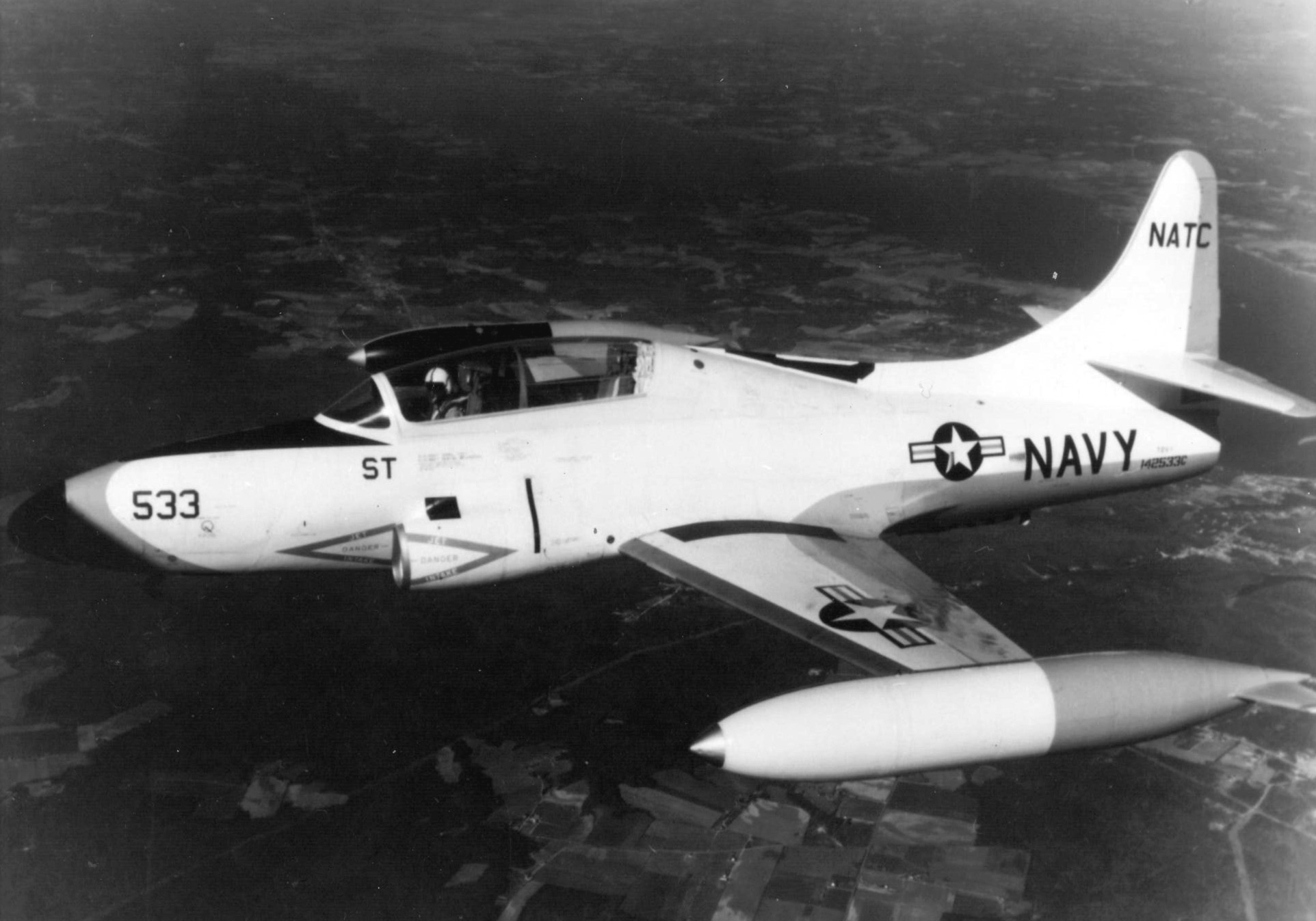
一架美國海軍的T-1A 海星

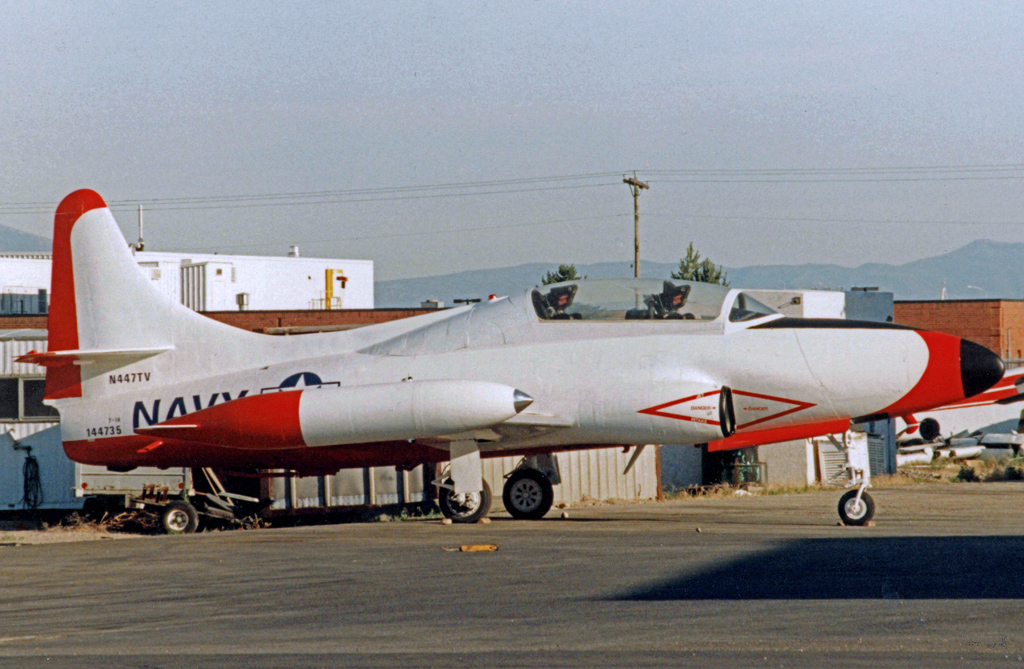
位於鹽湖城國際機場的T-1海星教練機

美國從1949年開始使用T-33教練機進行陸地訓練飛行。然而，T-33並不適合在航空母艦上進行操作。對於艦載教練機的需求使洛克希德提出其艦載版本L-245，美國海軍的編號為T2V。L-245於1953年12月16日首飛，並於1956年開始交付美國海軍。
與T-33/TV-2相比，T2V的設計完全針對艦載著艦和海上作戰，包括重新設計的尾翼、海軍標準航空電子設備、強化的起落架（帶有彈射器配件）和較矮的機身（帶有除其他變化外，還有可伸縮制動鉤）、動力操作的前緣襟翼（以增加低速時的升力）以允許航母發射和回收，以及加高的後座（教練）座椅。與P-80的其他衍生機型不同，T2V可以承受在俯仰航母甲板上著陸時的衝擊，並且具有更高的能力來承受因較高濕度和鹽份而導致的飛機磨損。
T2V在服役時最初指定編號為T2V-1，但根據1962年美國三軍航空器命名系統重新指定為T-1A。T-1雖然在服役不久就逐漸被T-2取代，但還是一直服役到1970年代。

## 外部連結
- Naval Aviation Chronology 1954–1959 chapter from United States Naval Aviation 1910–1995 book. 的存檔，存档日期14 March 2007.